# Echthronomas nanjingensis
Echthronomas nanjingensis là một loài tò vò trong họ Ichneumonidae.